# HMS Defence (1907)
Его величества корабль «Дифе́нс» (англ. HMS Defence) — английский броненосный крейсер типа «Минотавр». Последний броненосный крейсер британского флота.

## Служба
Заложен 22 февраля 1905 года. Спущен на воду 24 апреля 1907 года. Введён в строй 9 февраля 1909 года. Участвовал в Первой мировой войне. Потоплен 31 мая 1916 года в Ютландском сражении огнём немецкого линейного крейсера и 4 немецких линкоров.